# Emmanuel Goldstein
 (décembre 2024).
Ne doit pas être confondu avec Emmanuel Goldstein (personnage fictif de George Orwell).
Emmanuel Goldstein est un haut fonctionnaire et homme d'affaires français politiquement engagé, chargé de cours à l’Institut d’études politiques de Paris (dit « Sciences Po »)  , 
Emmanuel Goldstein est considéré comme brillant conseiller par de nombreuses personnalités politiques de l’ex-UMP / Les Républicains: Bruno Le Maire, Alain Juppé, Xavier Bertrand, Nicolas Sarkozy ou encore Laurent Wauquiez, un de ses anciens élèves de Sciences Po.

## Biographie

### Jeunesse et études
Emmanuel Goldstein, né le 19 février 1967 à Levallois-Perret, est le fils d'un concessionnaire automobile. Il est scolarisé notamment au lycée franco-allemand de Buc. Il est lauréat du « Concours Général » en allemand. En 1989, il obtient une maîtrise en Droit public à l'université Panthéon-Assas. En 1992, il sort diplômé de l'Institut d'études politiques de Paris. En 1996, il sort diplômé de l'Ecole nationale d'administration en 1996 (Promotion Victor Schœlcher 1994 - 1996).

### Parcours professionnel
Sa carrière professionnelle débute dès 1996: il devient Conseiller rapporteur des tribunaux administratifs et leurs Cours d'Appel chargé du droit de la responsabilité hospitalière et du droit des étrangers jusqu'en 2001, puis il devient commissaire du gouvernement.
Parallèlement, il est maître de conférences à « Sciences Po » à partir de 1996, professeur de finances d’entreprise à partir de 2003 jusqu'en 2017. Il est également membre de son conseil d'administration de 2000 à 2013.
En 2000, il obtient un MBA auprès de l’Institut européen d’administration des affaires (INSEAD).
En 2001, il entre dans la filiale londonienne de la banque américaine  Morgan Stanley au sein de la division des investissements, comme membre associé («associate»). Il sera nommé administrateur («executive director») et en 2007 directeur général («managing director»). Il a conseillé Air-France-KLM, CMA-CGM, SNCF, l'introduction en bourse d'EDF et d'ADP, la création du Fonds stratégique d'investissement et diverses sociétés internationales de transport et d'infrastructure.
Emmanuel Goldstein est nommé directeur général de Morgan Stanley France et président de Morgan Stanley France Holding en mars 2021, et responsable du departement Transport et Infrastructure dans la région EMEA.

## Engagement politique
À 20 ans, il s'engage dans la campagne présidentielle de Raymond Barre et entre chez les Jeunes Démocrates sociaux, affiliés au Centre des démocrates sociaux (CDS). Dans ce contexte, il rencontre de futures personnalités journalistiques ou politiques comme Joseph Macé-Scaron, futur dirigeant de Marianne, Jean-Luc Moudenc, futur maire de Toulouse, Jean-Christophe Lagarde, futur patron de l’UDI, Eric Azière, futur conseiller de Paris, Olivier Pardo, futur avocat ou Bernard Sananès, futur journaliste.
À la même époque, Emmanuel Goldstein est président de l’Association des étudiants gays de France.

## Engagement didactique
Emmanuel Goldstein est membre du conseil scientifique et d’évaluation de la Fondation pour l’innovation politique proche de l’ex-UMP / les Républicains depuis 2009 et de l'Institut de l’Entreprise. 

## Décoration
En 2012, Emmanuel Goldstein a été décoré de l’Ordre national du Mérite au rang de chevalier.